# Oostelijke parelmoervlinder
De oostelijke parelmoervlinder (Melitaea britomartis) is een vlinder uit de familie Nymphalidae (aurelia's). De wetenschappelijke naam is voor het eerst geldig gepubliceerd in 1847 door Assmann.
De soort komt voor in Europa.